# Telmar
Telmar (Engels: Telmar) is een fictief land uit Prins Caspian van De Kronieken van Narnia door C.S. Lewis.

## Ligging en geografie
Telmar is een land dat ten westen van Narnia ligt, ver achter de bergen in het westen en de Wildernis van het Westen. Uit dat land komen de Telmarijnen. De Telmarijnen zijn van oorsprong afstammelingen van schipbreukelingen die door een storm op een eiland zijn geworpen. Ze stammen dus van onze aarde.

## Geschiedenis
Een groep van de schipbreukelingen ontdekt een doorgang van onze wereld naar de wereld van Narnia, waar ze in het dan onbewoonde land Telmar terechtkomen. Daar worden ze een woest en stoer volk dat, na een hongersnood in Telmar, Narnia binnenvalt en verovert, onder leiding van Caspian I. Vanaf dat moment regeren de Telmarijnen over Narnia en onderdrukken ze de oud-Narniërs.